# Brant (herb szlachecki)
Brant – polski herb szlachecki.

## Opis herbu

### Opis historyczny
Kasper Niesiecki blazonuje herb następująco:

Jest pochodnia gorejąca, czarna w modrym polu, nie prosto stojąca, ale w prawą tarczy nachylona, na hełmie trzy pióra strusie, jedno czerwone, drugie modre, trzecie żółte.

### Opis współczesny
Opis skonstruowany współcześnie brzmi następująco:
Na tarczy o polu ciemnobłękitnym, czarna płonąca pochodnia, skierowana na skos ogniem w prawą stronę tarczy.
W klejnocie trzy pióra strusie.
Labry herbowe ciemnobłękitne, podbite czernią.

## Geneza
O herbie Brant nie wspominał ani Bartosz Paprocki, ani Szymon Okolski. Kasper Niesiecki natomiast nie był pewny jego pochodzenia, nie wiedział również kiedy i komu został on po raz pierwszy przyznany. 
Herb Brant można było zaobserwować na nagrobkach w Prusach, używał go starodawny dom Brantów, pochodzący z Pomorza.

## Herbowni
Danym herbem pieczętowały się następujące rody herbowe:
Brancewicz, Brant, Brański, Sarnowski